# Steven Shapin
Steven Shapin (né en 1943) est un historien et sociologue des sciences américain. Il est, en 2020, titulaire de la chaire Franklin L. Ford d'histoire des sciences à l'université Harvard.
Avant d'occuper ce poste, il a été professeur de sociologie à l'Université de Californie à San Diego (UCSD) et au Science Studies Unit de l'université d'Édimbourg. 
Ses travaux constituent un apport important aux Science Studies et à la sociologie de la connaissance scientifique (sociology of scientific knowledge, SSK). Il s'est fait connaître notamment par la publication de Leviathan and the Air-Pump: Hobbes, Boyle, and the Experimental Life (1985) en collaboration avec Simon Schaffer. Les deux auteurs se sont partagé l'Erasmus Prize pour cet ouvrage en 2005. En 1996, il publie The Scientific Revolution qui a été traduit en quatorze langues. Parallèlement, Shapin est un collaborateur régulier du London Review of Books et du New Yorker.
Il a remporté, grâce à ses recherches, plusieurs prix, dont le J.D. Bernal Prize, le Ludwik Fleck Prize de la « 4S » (Society for Social Studies of Science), le Robert K. Merton Prize de l'American Sociological Association et le Herbert Dingle Prize de la British Society for the History of Science. Il est également membre du Guggenheim Fellowship et du Center for Advanced Study in the Behavioral Sciences.

## Publications
- (en) avec Barry Barnes (éd.), Natural order : historical studies of scientific culture, Beverly Hills, Calif. : Sage Publications, 1979.
- (en) avec Simon Schaffer, Leviathan and the air-pump : Hobbes, Boyle, and the experimental life ; including a translation of Thomas Hobbes, Dialogus physicus de natura aeris by Simon Schaffer, Princeton, N.J. : Princeton University Press, 1985 ; 1989.
  - (fr) Léviathan et la pompe à air. Hobbes et Boyle entre science et politique, traduit de l'anglais par Thierry Piélat avec la collaboration de Sylvie Barjansky, Paris, La Découverte, 1993.  (ISBN 2-7071-2273-4) (Prix Ludwik Fleck, de la Society for Social Studies of Science)
- (en) A social history of truth : civility and science in seventeenth-century England, Chicago : University of Chicago Press, 1994.
- (en) The scientific revolution, Chicago, IL : University of Chicago Press, 1996. 
  - (fr) La Révolution scientifique, traduit de l'anglais par Claire Larsonneur, Paris, Flammarion, « Nouvelle bibliothèque scientifique », 1998.  (ISBN 2-08-211234-9)
- (en) avec Christoher Lawrence (éd.), Science incarnate : historical embodiments of natural knowledge, Chicago, Ill. : The University of Chicago Press, 1998.